# Tekelloides
Genre
Tekelloides est un genre d'araignées aranéomorphes de la famille des Cyatholipidae.

## Distribution
Les espèces de ce genre sont endémiques de Nouvelle-Zélande.

## Liste des espèces
Selon World Spider Catalog (version 16.0, 25/02/2015) :
- Tekelloides australis Forster, 1988
- Tekelloides flavonotatus (Urquhart, 1891)

## Publication originale
- Forster, 1988 : The spiders of New Zealand: Part VI. Family Cyatholipidae. Otago Museum Bulletin., vol. 6, p. 7-34.